# Alfonso Maria Massari
Alfonso Maria Massari (Nápoles, 23 de mayo de 1854 – Roma, 1950) fue un marino, diplomático y explorador italiano.

## Biografía
Ingresó en la academia naval con sólo quince años y a los veinte años ya participó en un viaje de circunnavegación que duró tres años (1874-77), durante el cual fue ascendido a teniente.
En 1879 fue nombrado por el ministro de Marina compañero del explorador Pellegrino Matteucci, como navegante en la expedición durante la cual fueron los primeros en cruzar a pie el continente africano . Salieron de Alejandría en febrero de 1880, alcanzaron Suakin y llegaron a Jartum en el Sudán. Prosiguieron a través de Kordofán, Darfur y Kanem, hasta llegar al río Níger. Siguieron hacia el reino Nupe, en el que ya empezaban a enfrentarse las civilizaciones europeas y nigerianas. Finalmente, llegaron a Akassa, en el golfo de Guinea, en julio de 1881.
Fue condecorado junto a Matteucci, fallecido tiempo antes, con la Medalla de Oro del Congreso Geográfico Internacional por el carácter excepcional de la empresa realizada en África.
Massari recibió del rey Leopoldo II de Bélgica el mando de un buque con el que navegó durante muchos meses a lo largo del curso del río Likouala, un afluente del río Congo, con la tarea de cartografiarlo hasta el ecuador, incluidos sus numerosos afluentes menores.
En los años siguientes ocupó cargos diplomáticos y comerciales en Japón y Estados Unidos. Tras jubilarse en 1892, fundó la primera oficina de patentes italiana. 